# Hrvatski odbojkaški kup Snježane Ušić 2020./21.
Hrvatski odbojkaški kup Snježane Ušić za seniorke za sezonu 2020./21. je osvojila "Mladost" iz Zagreba.

## Rezultati

### 1. kolo
| datum              | mjesto odigravanja | par                                         | rez. | setovi                     | napomene | izvještaj |
| ------------------ | ------------------ | ------------------------------------------- | ---- | -------------------------- | -------- | --------- |
| 19. studenog 2020. | Zagreb             | Nebo Zaprešić - Mladost Zagreb              | 0:3  | 18:25, 17:25, 16:25        |          |           |
| 21. studenog 2020. | Zagreb             | Dinamo Zagreb - Kaštela (Kaštel Stari)      | 0:3  | 15:25, 20:25, 28:30        |          |           |
| 22. prosinca 2020. | Pula               | Veli Vrh - Marina Kaštela (Kaštel Gomilica) | 0:3  | 21:25, 18:25, 19:25        |          |           |
| 22. studenog 2020. | Vinkovci           | Vinkovci - Rijeka CO                        | 0:3  | 11:25, 19:25, 19:25        |          |           |
| 17. siječnja 2021. | Sinj               | Sinj - Enna Vukovar                         | 1:3  | 16:25, 25:15, 11:25, 16:25 |          |           |
| 21. studenog 2020. | Dubrovnik          | Dubrovnik - Osijek                          | 0:3  | 24:26, 19:25, 20:25        |          |           |
| 2. prosinca 2020.  | Split              | Split - Brda Split                          | 3:0  | 25:14, 25:23, 25:11        |          |           |
| 21. studenog 2020. | Zagreb             | Olimpik Zagreb - Poreč                      | 3:1  | 25:20, 25:19, 18:25, 25:12 |          |           |

### Četvrtzavršnica (2. kolo)
| datum              | mjesto odigravanja | par                                       | rez. | setovi                    | napomene | izvještaj |
| ------------------ | ------------------ | ----------------------------------------- | ---- | ------------------------- | -------- | --------- |
| 9. siječnja 2021.  | Split              | Split - Mladost Zagreb                    | 0:3  | 19:25, 18:25, 20:25       |          |           |
| 31. siječnja 2021. | Vukovar            | Enna Vukovar - Kaštela (Kaštel Stari)     | 1:3  | 12:25, 25:23, 9:25, 20:25 |          |           |
| 3. veljače 2021.   | Osijek             | Osijek - Marina Kaštela (Kaštel Gomilica) | 0:3  | 14:25, 17:25, 23:25       |          |           |
| 27. siječnja 2021. | Zagreb             | Olimpik Zagreb - Rijeka CO                | 0:3  | 21:25, 13:25, 16:25       |          |           |

### Poluzavršnica
| datum             | mjesto odigravanja | par                                               | rez. | setovi                            | napomene | izvještaj |
| ----------------- | ------------------ | ------------------------------------------------- | ---- | --------------------------------- | -------- | --------- |
| 10. veljače 2021. | Rijeka             | Rijeka CO - Kaštela (Kaštel Stari)                | 3:2  | 25:19, 26:24, 20:25, 13:25, 15:12 |          |           |
| 10. veljače 2021. | Kaštel Stari       | Marina Kaštela (Kaštel Gomilica) - Mladost Zagreb | 1:3  | 14:25, 25:21, 10:25, 13:25        |          |           |

### Završnica
| datum            | mjesto odigravanja         | klub1     | klub2          | rez. | setovi                     | napomene | izvještaj |
| ---------------- | -------------------------- | --------- | -------------- | ---- | -------------------------- | -------- | --------- |
| 10. ožujka 2021. | Rijeka, "Dvorana Mladosti" | Rijeka CO | Mladost Zagreb | 1:3  | 25:20, 19:25, 18:25, 16:25 |          |           |

## Vanjske poveznice
- natjecanja.hos-cvf.hr, Hrvatska odbojkaška natjecanja
- hos-cvf.hr, Hrvatski odbojkaški savez
- odbojka.hr  Arhivirana inačica izvorne stranice od 21. srpnja 2019. (Wayback Machine)
- crovolleyball.com  Arhivirana inačica izvorne stranice od 3. lipnja 2021. (Wayback Machine)